# Israel Hershkovitz

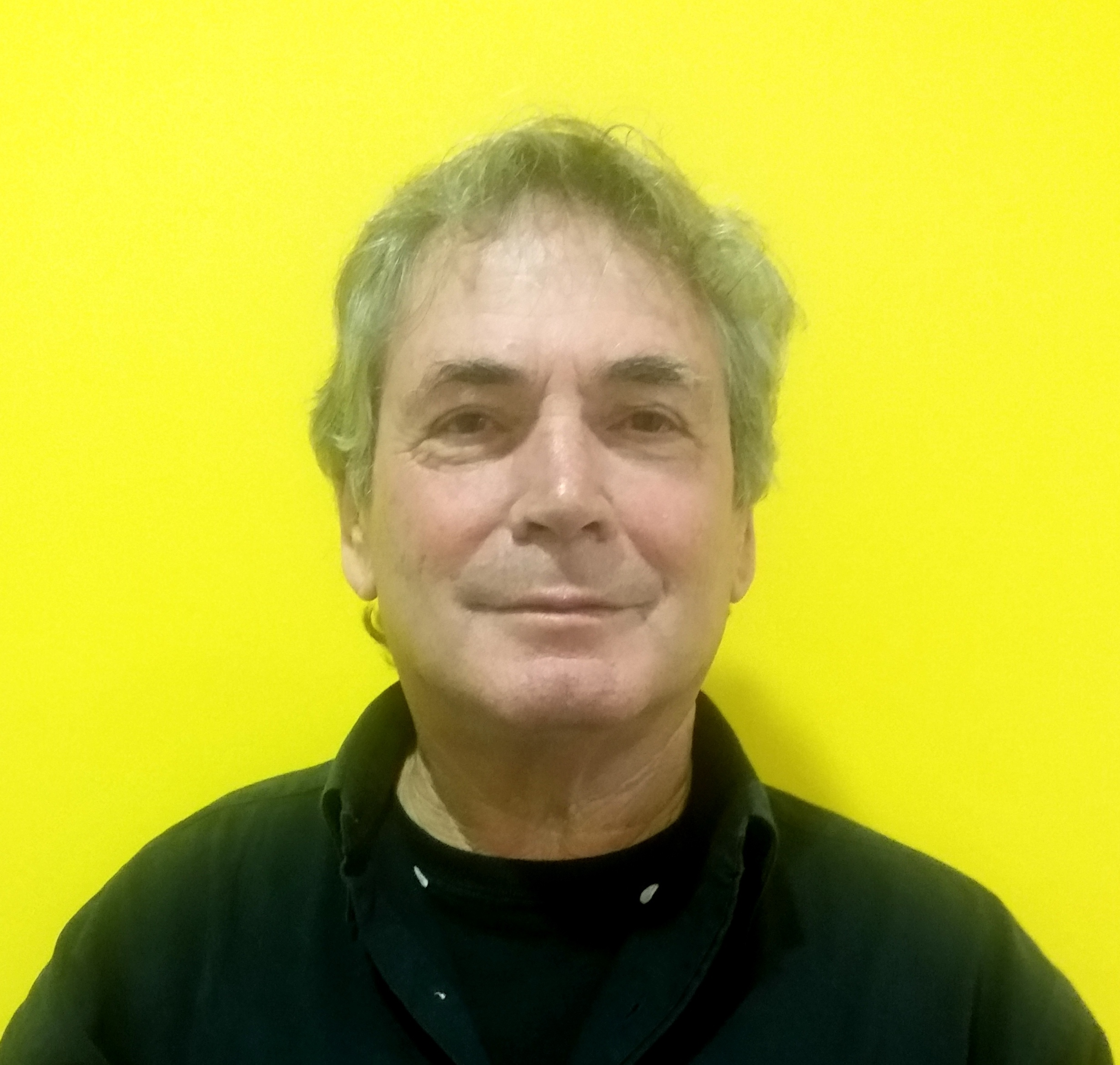
Israel Hershkovitz, 2018

Israel Hershkovitz (hebräisch הרשקוביץ, ישראל; geboren 28. Oktober 1950 in Rechovot, Israel) ist ein israelischer Anatom, Anthropologe und Hochschullehrer an der Universität Tel Aviv.

## Leben
1968 bis 1972 diente Hershkovitz bei den Israelischen Verteidigungsstreitkräften.
Er schloss seinen Militärdienst mit dem Rang eines Obersts ab.
Hershkovitz studierte Anatomie und Anthropologie an der Hebräischen Universität Jerusalem und an der Universität Tel Aviv.
1977 machte er seinen Bachelor an der Hebräischen Universität Jerusalem und 1981 seinen Master an der Universität Tel Aviv.
1985 promovierte er an der Universität Tel Aviv.
Von 1977 bis 1994 arbeitete Hershkovitz als wissenschaftlicher Assistent, Leiter auf dem Gebiet der Feldforschung und Dozent an der Hebräischen Universität Jerusalem.
Ab 1994 war er dort außerordentlicher Professor.
Dann wechselte er als ordentlicher Professor zur Universität Tel Aviv, wo er bis zu seiner Emeritierung im Jahr 2019 den Lehrstuhl für Anatomie und Anthropologie innehatte.

## Ausgrabungen
Hershkovitz beteiligte sich teils als Teilnehmer, teils als Leiter an vielen Ausgrabungen, darunter:
- Naturweidewirtschaft im südlichen Teil der Sinai-Halbinsel:
  - Abu Madi ⊙
  - Wadi Tbeik ⊙
  - Ujrat et Mehed ⊙
- Kupfersteinzeit und Frühe Bronzezeit:
  - Ain Hudera ⊙
  - Wadi Nasb ⊙
  - Wadi Hibran ⊙
  - Wadi Halil ⊙
  - Wadi el-Abar ⊙
- Jäger-Sammler-Fischer im Letzteiszeitlichen Maximum:
  - Ohalo II ⊙
- 1976–1980: byzantinische Gräber:
  - Khan al-Ahmar ⊙
  - Horvat Rehovot Ba'Negev ⊙
- 1984–1986: Früher Ackerbau im Mittelmeerraum:
  - Yiftahel ⊙
  - Horvat Galil ⊙
  - Atlit-Yam ⊙
- 1984–1987: Besiedelung des Negev in byzantinischer Zeit
  - Horvat Rehovot Ba'Negev ⊙
- 1984–1987: im Meer untergegangene Siedlungen:
  - Atlit-Yam
- 1988–1989: die byzantinische Bevölkerung Israels, Gräber
  - Khan al-Ahmar
  - Beit-Guvrine ⊙
  - Tira ⊙
  - Hagoshrim ⊙
- 1990–1991: Anpassung der Menschen an extreme Umweltbedingungen, die Paläoindianer der Atacama-Wüste ⊙ und in Tierra del Fuego ⊙, Chile, Südamerika.
- 1991–1993: Mittelpaläolithische und altpaläolithische Menschen in Israel:
  - Tabun-Höhle ⊙
  - Jamal-Höhle ⊙
- 1994: Der Mensch im Karmelgebirge:
  - El-Wad-Höhle ⊙
  - Atlit-Yam
- 1996–1997: Der Mensch in der Jungsteinzeit:
  - El-Wad-Terrasse ⊙
  - Kfar HaChoresch ⊙ (Beerdigungsbräuche, Religion, gefärbter Schädel)
  - Atlit-Yam[2]

## Forschungsinteressen
Hershkovitz forscht zum Thema Biohistorie.
Er untersucht den Übergang des Menschen vom Stadium der Jäger und Sammler zum Ackerbau.
Speziell beschäftigt er sich mit den sozialen und biologischen Veränderungen bei diesem Prozess.
Insbesondere betrachtet er, wie sich dieser Prozess in den Knochen abbildet.
Dazu untersuchte Hershkovitz mehrere hundert Skelette aus dem Natufien und der Jungsteinzeit.
Für seine Untersuchungen benutzte er moderne Methoden, wie 
Computertomographie, Mikro-Computertomographie, Sekundärelektronenkontrast, Immunhistochemie, aDNA, Isotopenuntersuchung.
Hershkovitz beschäftigt sich mit der Evolution des Menschen.
Er sucht nach den Ursprüngen des anatomisch modernen Menschen.
Er erforscht das Schicksal des Neandertalers.
Hershkovitz arbeitet auf dem Gebiet der Evolutionären Medizin.
Hier verfolgt er drei Ziele:
- Begründung einer Methode zur Entdeckung von Krankheiten in alten Knochen
- Identifizierung von Krankheiten in Fossilien
- Feststellung der evolutionären Perspektive gegenwärtiger Krankheiten[1]

Hershkovitz betreibt ein eigenes Labor in Tel Aviv.

## Auszeichnungen
Hershkovitz wird im Marquis Who’s Who als bemerkenswerter Biologischer Anthropologe und Anatom aufgeführt.

## Familie
Hershkovitz ist verheiratet und hat zwei Kinder.

## Veröffentlichungen (Auswahl)
- I. Hershkovitz, O. Marder, A. Ayalon, M. Bar-Matthews, G. Yasur, E. Boaretto, V. Caracuta, B. Alex, A. Frumkin, M. Goder-Goldberger, P. Gunz, R. L. Holloway, B. Latimer, R. Lavi, A. Matthews, V. Slon, D. B. Mayer, F. Berna, G. Bar-Oz, R. Yeshurun, H. May, M. G. Hans, G. W. Weber, O. Barzilai: Levantine cranium from Manot Cave. (Israel) foreshadows the first European modern humans. In: Nature. Band 520, Nr. 7546, 2015, S. 216–219.
- I. Hershkovitz, H. D. Donoghue, D. E. Minnikin, H. May, O. Y. Lee, M. Feldman, E. Galili, M. Spigelman, B. M. Rothschild, G. K. Bar-Gal: Tuberculosis origin: The Neolithic scenario. In: Tuberculosis (Edinb). Band 95, Suppl 1, 2015, S. S122–S126.
- Bahaa Medlej, Israel Hershkovitz: Femoral Head and Neck Anatomy and Pathology: Anatomy of the hip joint and its relation to lesions in the femoral head and neck. LAP LAMBERT Academic Publishing, 2012, ISBN 978-3-659-28639-1.
- I. Hershkovitz, O. Bar-Yosef, B. Arensburg: The pre-pottery Neolithic populations of South Sinai and their relation to other circum-Mediterranean groups: An anthropological study. In: Paleorient. Band 20, Nr. 2, 1994, S. 59–84.
- I. Hershkovitz, G. Edelson, M. Spiers, B. Arensburg, D. Nadel, B. Levi: Ohalo II man – Unusual findings in the anterior rib cage and shoulder girdle of a 19.000 years old specimen. In: International Journal of Osteoarchaeology. Band 3, 1993, S. 177–188.
- Israel Hershkovitz (Hrsg.): People and Culture in Change: Proceedings of the Second Symposium on Upper Palaeolithic, Mesolithic and Neolithic Populations of Europe and the Mediterranean Basin. BAR Publishing, 1989, ISBN 0-86054-649-7

## Filmografie
Hershkovitz trat als er selbst in seiner Funktion als Anatom und Anthropologe der Universität Tel Aviv in verschiedenen dokumentarischen Fernsehserien auf, darunter:
- 2019: Treasures Decoded - Jäger der verlorenen Schätze: Crucifixion Mystery, Staffel 5, Episode 5 (dokumentarische Fernsehserie)
- 2015: Expedition ins Unbekannte: True Cross of Christ, Staffel 2, Episode 12 (Fernsehserie)
- 2015: Einer von uns: Der Homo sapiens: Africa, Staffel 1, Episode 1 (dokumentarische Mini-Fernsehserie)
- 2013: Le Mystère Atlit Yam (Fernseh-Dokumentarfilm)
- 2013: Jesus Rise to Power: Messiahs, Staffel 1, Episode 1 (Mini-Fernsehserie)
- 2009: Who Was Jesus (dokumentarische Fernsehserie)
  - Childhood, Staffel 1, Episode 1
  - The Mission, Staffel 1, Episode 2
  - The Last Days, Staffel 1, Episode 3

### YouTube-Filme
- What did Jesus look like?, 2021, englisch
- Israel: Remains belonging to new type of early human found at Nesher Ramla, 2021, englisch mit englischen Untertiteln
- Archaeologists Have Discovered The Oldest Human Fossil Ever Found Outside Africa, 2019, englisch
- Prof. israel hershkovitz, 2018, englisch
- Ancient Bones of Extinct Human Species Found in Cave, 2018, englisch
- Spektakulärer Fossilienfund: Spuren der ältesten Ur-Migranten, 2018, deutsch
- Israel Hershkovitz- A 55 thousand year cranium from Manot Cave (Israel), 2015, englisch
- Dr. Israel Hershkovitz - The Human Journey from Africa, 2015, englisch
- Unlocking the Secrets of Skeletons – Prof. Israel Hershkovitz, 2014, hebräisch, englische Untertitel